# Edmonton, Luân Đôn
Edmonton là một khu vực nằm ở phía đông của Khu Enfield của Luân Đôn, Anh, Vương quốc Liên hiệp Anh và Bắc Ireland. Edmonton nằm cách 8,6 dặm (13,8 km) về phía bắc đông bắc của Charing Cross, có lịch sử là khu định cư lâu đời.
Khu vực cử tri của Edmonton có dân số 96.493 người theo thống kê năm 2001.
Ba nhóm dân tộc da trắng chiếm 66,1% dân số và 13 nhóm dân tộc khác tạo nên phần còn lại.